# オットー・フォン・コツェブー

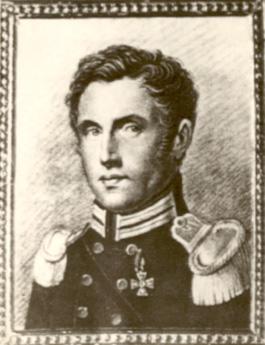
オットー・フォン・コツェブー

オットー・フォン・コツェブー（独: Otto von Kotzebue, 1787年12月30日 - 1846年2月15日）はロシア帝国のために働いたバルト・ドイツ人の航海士。
アウグスト・フォン・コツェブーの次男として、当時ロシア帝国領、現在はエストニア領であるタリン（当時はレルと呼ばれた）で生まれる。サンクトペテルブルクの士官学校を出た後、アーダム・ヨハン・フォン・クルーゼンシュテルンの航海に同行する。ルミヤンツェフの伯爵の座を犠牲にして、リューリクというブリッグでの遠征の司令官となった。その船にはヨハン・フリードリヒ・フォン・エッショルツやアーデルベルト・フォン・シャミッソーがいた。1815年7月30日に、北極海の航路を見つけ、オセアニアの知られざる部分を調査するために出発した。

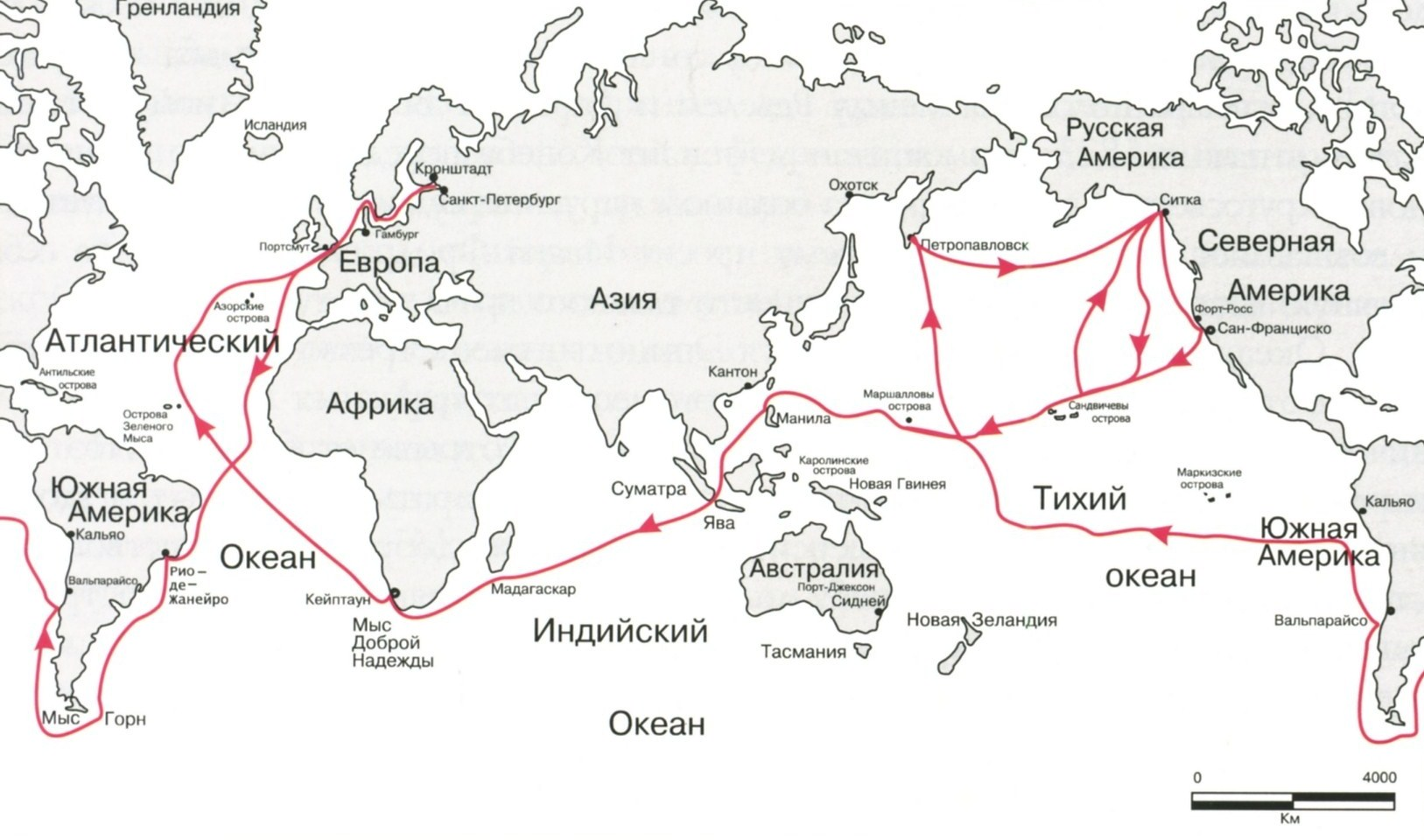
コツェブーの航路

ホーン岬を経由してロマンツォフ島（ティケイ環礁）、リューリク島（アルトゥア環礁）、およびクルゼンシュテルン島（ティケハウ環礁）を発見したのちカムチャツカ半島に向かって北アメリカ大陸の西海岸を北上し、コツェブー入江とクルゼンシュテルン岬を発見した。アジアの海岸を経由して南方に戻り、サンドイッチ諸島（※ハワイ諸島のこと）に三週間滞在し、1817年1月1日にノイヤール島（直訳すると「新年島」、メジット島のこと）を発見した。大西洋を越え、1818年8月3日にネヴァ川に帰還した。
1823年にふたたび航海に出た。軍事目的の航海であったが、地理学者や民族誌学者も多数乗っていた。その遠征では、ラタック列島とソシエテ諸島を訪れ、1824年にペトロパブロフスクに到達した。サモア諸島を訪れ、マリアナ諸島・フィリピン・ニューカレドニア・ハワイを経て1826年7月10日にクロンシュタットに戻った。